# Madeon
Hugo Pierre Leclercq (Nantes, Francia, 30 de mayo de 1994), conocido por su nombre artístico Madeon, es un DJ, remezclador y productor discográfico francés que ha incursionado en géneros como el electro house, nu-disco y synthpop. Se dio a conocer a inicios de los años 2010 por sus remezclas a canciones de bandas como The Killers, Pendulum y Alphabeat y por su mashup subido a YouTube titulado "Pop Culture", en el cual incluye samples de 39 canciones mientras muestra su habilidad con el launchpad.
Hasta la fecha ha lanzado dos álbumes: Adventure en 2015 (incluyendo la versión Deluxe que incluye varios de sus sencillos que debutaron en listas musicales importantes) y Good Faith en 2019.

## Biografía

### Antecedentes
Hugo Leclercq comenzó a componer a la edad de 11 años bajo el alias de “DJ Deamon”, donde consistía esencialmente en un estilo llamado Hands Up o incluso Hard Trance. A partir del año 2010, deja de producir bajo ese nombre para centrarse en un estilo propio más vinculado al nu-disco y utilizando el anagrama de su anterior nombre Deamon, ahora conocido como Madeon.

### Inicios de su carrera musical
Su estilo está influenciado por géneros como el French House y el Nu-disco, especialmente en sintonía con el dúo francés Daft Punk, a quien reconoce como sus mentores y maestros. Asimismo, logra un gran éxito en el sitio web SoundCloud donde le benefició ser ampliamente conocido. Lanzó su primer remix a los 16 años de la canción “Smile Like You Mean It” de la banda The Killers, así como remixes para Alphabeat, seguido de sus producciones propias como “For You” y “Shuriken”. En 2010, ganó el concurso de remixes de la canción "The Island" para la banda australiana de drum and bass Pendulum. Fue elegido como el remix ganador por Rob Swire, vocalista de la banda. Poco después, en 2011, realizó su remix de “Que Veux Tu” para la artista francesa Yelle. Esta versión fue utilizada por la misma Yelle para sus conciertos. También fue uno de los encargados de remezclar la canción “Raise Your Weapon” para el aclamado productor canadiense Deadmau5. "Pop Culture", mezcla una gran cantidad de canciones de artistas como Gorillaz, Martin Solveig, Madonna, Gossip entre otros en una sola, su videoclip ha sido visto más de 50 millones de veces.

### 2011-2013:The City EP
A finales de 2011, apareció en la sección 15 Minutes of Fame, un segmento del programa de radio de Pete Tong en la BBC Radio 1 presentando su sencillo debut "Icarus". Fue lanzado el 26 de febrero de 2012 través de su sello propio, popcultur y alcanzó el número 22 de la lista de sencillos del Reino Unido.
Más tarde en 2012, se presentó en prestigiosos festivales musicales como en el Ultra Music Festival y Coachella. Asimismo, fue invitado a participar en el festival que organizará la agrupación Swedish House Mafia en junio de 2012, a realizarse en el Milton Keynes Bowl de Londres. También fue invitado a participar en la gira de Lady Gaga como telonero durante su Born This Way Ball. Citó a The Beatles y Daft Punk como sus mayores influencias musicales.
En julio de ese mismo año, lanza el sencillo "Finale" con la colaboración de Nicholas Petricca, de la banda de indie rock Walk the Moon, el cual lograría ubicarse en el número 35 en el Reino Unido. Dicha canción se volvió conocida gracias a la influencia de Sony, mediante el juego PlayStation All-Stars Battle Royale uno de sus últimos comerciales llegando en 7 meses de su estreno a aproximadamente 12.5 millones de visitas en Youtube, y luego en 2 meses, la marca del make.believe lanzó un nuevo comercial con la canción "Icarus", venciendo en visitas, al comercial anterior recién mencionado. Este último, llegó a las casi 20 millones de visitas.
Pocos meses después, en agosto de 2012, Madeon lanza su sencillo "The City" para luego publicarlo en The City EP el 8 de octubre, en el cual se incluyen los tres sencillos que Hugo lanzó en ese año (incluyendo el ya mencionado) y algunos remixes y versiones alternativas de dichas canciones.
En 2013, Madeon comenzó a producir canciones para artistas internacionales como Ellie Goulding, en la canción "Stay Awake" incluido en su álbum Halcyon, así como para Lady Gaga en su nuevo álbum ARTPOP. Su último sencillo "Technicolor" fue lanzado el 3 de agosto de 2013 por Columbia Records.

### 2014-2015:Adventure
En septiembre de 2014, Leclercq lanzó "Imperium" como el sencillo principal de su álbum de estudio debut, Adventure. El 8 de diciembre de 2014, Leclercq lanzó el segundo sencillo del álbum, titulado "You're On", con Kyan. El 9 de febrero de 2015, Leclercq lanzó el tercer sencillo del álbum, "Pay No Mind", con Passion Pit. El cuarto sencillo del álbum, "Home", fue lanzado el 10 de marzo de 2015. El 24 de marzo de 2015, se lanzó el sencillo final de Adventure, "Nonsense", con Mark Foster de Foster the People. El 27 de marzo de 2015, se lanzó Adventure. El álbum alcanzó el número 43 en la US Billboard 200 y en el número uno en la lista de Baile / Álbumes electrónicos de EE. UU.
A mediados de 2015, Leclercq se embarcó en su primera gira principal, Adventure Live, que consta de 22 paradas en América del Norte. La gira finalizó el 9 de mayo de 2015. Leclercq promocionó aún más su álbum de estudio debut en su Pixel Empire US Tour a principios de 2016, que finalizó el 21 de febrero de 2016.

### 2016: Shelter Live Tour
Más adelante, Madeon tuvo una reunión con Porter Robinson, con el cual realizó el "Shelter Live Tour" y también una colaboración con este y se hizo el sencillo Shelter.

### 2016: Anarcute soundtrack
Bajo el seudónimo de Nomade, crea el soundtrack para el juego francés Anarcute 

### 2018-2023:Good Faith-GOOD FAITH FOREVER
El 13 de noviembre de 2017, Leclercq anunció que lanzaría su próximo proyecto en 2018. Más pistas sobre el proyecto no fueron reveladas oficialmente hasta el 20 de agosto de 2018, cuando el director creativo de Leclercq fue entrevistado a través de un pódcast inspirado en Madeon llamado Pixel Empire Podcast.
El 30 de enero de 2018, Leclercq declaró en su Instagram y Twitter que se había mudado a los Estados Unidos para terminar su próximo álbum. El 20 de marzo de 2019, Leclercq anunció que su nuevo show en vivo debutaría en Lollapalooza 2019. Dijo que este no sería un set de DJ sino un nuevo show en vivo; los fanáticos esperarán nueva música.
Más tarde ese año, el 28 de mayo de 2019, Leclercq anunció que lanzaría una nueva canción el 29 de mayo de 2019 a través de un nuevo sitio web, goodfaith.world. En la mañana del 29 de mayo de 2019, el sitio web de goodfaith.world se actualizó con un video con una vista previa de la nueva canción, titulada "All My Friends", junto con ubicaciones de tiendas de discos en cuatro ciudades: Los Ángeles, Nueva York, Ålesund y Nantes Cada tienda de discos recibió dos copias del nuevo sencillo en vinilo transparente de 7 ". El 30 de mayo de 2019, el audio oficial completo se lanzó en YouTube.
El 10 de julio de 2019, Leclercq estrenó el primer episodio de Good Faith Radio (Beats Radio en Apple Music), donde tocó y lanzó oficialmente su próximo sencillo, "Dream Dream Dream". Junto con el sencillo, tocó temas de otros artistas, incluidos algunos enviados por sus propios fanáticos acompañados de arte hecho por fanáticos. Describió el programa de radio como "... un espacio que quiero que compartamos, quiero presentarte mis cosas favoritas y mostrar algo de la increíble música y arte que creas". Junto con el estreno de la radio, se lanzó en plataformas de transmisión de música y se lanzó un video visualizador en YouTube. Madeon lanzará el álbum Good Faith más adelante el 15 de noviembre de2019. En una entrevista con NPR Music, Leclercq dijo que el álbum se basó en su relación con la alegría y su salud mental: "Quería hacer música que fuera de celebración, pero que insinuara el hecho de que esa alegría tenía que haber sido reclamada y un poco peleada".
La gira Good Faith Live se estrenó en Lollapalooza 2019, seguida de los principales espectáculos en Londres, Ámsterdam y París. Una etapa más larga en Norteamérica comenzaría el 30 de octubre en Vancouver y finalizaria el 14 de diciembre en Austin, seguida de una gira en Australia como parte del Festival FOMO en enero de 2020.
El 22 de abril, se anuncia que para el álbum Chromatica de la cantante y productora Lady Gaga, Leclercq junto a Skrillex, Blackpink, Ariana Grande, Elton John, Boys Noize, Axwell, entre otros, tendrán participación en dicho álbum, donde su fecha de lanzamiento será el 29 de mayo del mismo año.

## Discografía

### Álbumes de estudio
| Año  | Álbum      | Mejor posición en listas | Mejor posición en listas | Mejor posición en listas | Mejor posición en listas | Mejor posición en listas | Mejor posición en listas | Mejor posición en listas |
| Año  | Álbum      | FRA                      | BEL (Fla)                | BEL (Val)                | R.U.                     | EUA                      | EUA Dance                |                          |
| ---- | ---------- | ------------------------ | ------------------------ | ------------------------ | ------------------------ | ------------------------ | ------------------------ | ------------------------ |
| 2015 | Adventure  | 29                       | 169                      | 118                      | 30                       | 43                       | 1                        |                          |
| 2019 | Good Faith | —                        | —                        | —                        | —                        | 82                       | 15                       |                          |

### EP
- 2012: The City
- 2013: Japan Only (solo en Japón)
- 2015: You're On Remixes
- 2015: Pay No Mind Remixes
- 2020: Celine - 12122017

### Sencillos
| Año  | Título                          | Mejor posición en listas | Mejor posición en listas | Mejor posición en listas | Mejor posición en listas | Mejor posición en listas | Mejor posición en listas | Álbum              |
| Año  | Título                          | FRA                      | BEL (Fla)                | BEL (Val)                | JAP                      | R.U.                     | Hot Dance                | Álbum              |
| ---- | ------------------------------- | ------------------------ | ------------------------ | ------------------------ | ------------------------ | ------------------------ | ------------------------ | ------------------ |
| 2009 | «Gold»                          | —                        | —                        | —                        | —                        | —                        | —                        | Sencillo sin álbum |
| 2010 | «For You»                       | —                        | —                        | —                        | —                        | —                        | —                        | Sencillo sin álbum |
| 2010 | «Shuriken»                      | —                        | —                        | —                        | —                        | —                        | —                        | Sencillo sin álbum |
| 2011 | «Pop Culture»                   | —                        | —                        | —                        | —                        | —                        | —                        | Sencillo sin álbum |
| 2012 | «Icarus»                        | —                        | 74                       | —                        | —                        | 22                       | —                        | Adventure          |
| 2012 | «Finale»                        | 197                      | 62                       | 67                       | —                        | 35                       | 40                       | Adventure          |
| 2012 | «The City»                      | 183                      | 74                       | 71                       | —                        | 74                       | 14                       | Adventure          |
| 2013 | «Technicolor»                   | —                        | —                        | —                        | —                        | —                        | —                        | Adventure          |
| 2014 | «Cut The Kid»                   | —                        | —                        | —                        | —                        | —                        | —                        | Adventure          |
| 2014 | «Imperium»                      | —                        | 77                       | —                        | —                        | —                        | —                        | Adventure          |
| 2014 | «You're On» (con Kyan)          | 36                       | 73                       | —                        | —                        | —                        | 25                       | Adventure          |
| 2015 | «Pay No Mind» (con Passion Pit) | —                        | 78                       | 67                       | 67                       | —                        | 29                       | Adventure          |
| 2015 | «Home»                          | —                        | —                        | —                        | —                        | —                        | 42                       | Adventure          |
| 2015 | «Nonsense» (con Mark Foster)    | —                        | —                        | —                        | —                        | —                        | 35                       | Adventure          |
| 2016 | «Shelter» (con Porter Robinson) | 126                      | —                        | —                        | 64                       | —                        | 16                       | Sencillo sin álbum |
| 2019 | «All My Friends»                | —                        | —                        | —                        | —                        | —                        | 16                       | Good Faith         |
| 2019 | «Dream Dream Dream»             | —                        | —                        | —                        | —                        | —                        | —                        | Good Faith         |
| 2019 | «Be Fine»                       | —                        | —                        | —                        | —                        | —                        | —                        | Good Faith         |

### Remixes
| Año  | Título                              | Artista        |
| ---- | ----------------------------------- | -------------- |
| 2008 | «Walking in the Sky» (Deamon Remix) | Dee Cee        |
| 2010 | «Smile Like You Mean It»            | The Killers    |
| 2010 | «DJ»                                | Alphabeat      |
| 2010 | «Friday Night»                      | David Latour   |
| 2010 | «The Island»                        | Pendulum       |
| 2011 | «Que veux-tu»                       | Yelle          |
| 2011 | «Raise Your Weapon»                 | Deadmau5       |
| 2011 | «Song 2»                            | Blur           |
| 2011 | «Tokyo Cries» (Discotheque Remix)   | Glenn Morrison |
| 2012 | «The Night Out»                     | Martin Solveig |

### Producciones discográficas
| Año  | Título                                              | Artista              | Álbum                      | Participación                             |
| ---- | --------------------------------------------------- | -------------------- | -------------------------- | ----------------------------------------- |
| 2012 | «Sunshine»                                          | Picture Book         | At Last EP                 | Como productor                            |
| 2012 | «Stay Awake»                                        | Ellie Goulding       | Halcyon                    | Como compositor y productor               |
| 2013 | «Panic Station» (Alternate Version Mixed by Madeon) | Muse                 | The 2nd Law                | Como productor                            |
| 2013 | «Mary Jane Holland»                                 | Lady Gaga            | Artpop                     | Como compositor y productor               |
| 2013 | «Gypsy»                                             | Lady Gaga            | Artpop                     | Como compositor y productor               |
| 2013 | «Venus»                                             | Lady Gaga            | Artpop                     | Como arreglista, compositor y coproductor |
| 2013 | «Changing of the Seasons»                           | Two Door Cinema Club | Changing of the Seasons EP | Como productor                            |
| 2014 | «Always in My Head»                                 | Coldplay             | Ghost Stories              | Como asistente adicional                  |
| 2014 | «O»                                                 | Coldplay             | Ghost Stories              | Como asistente adicional                  |

## Otros medios
Las canciones de Madeon lograron estar en otros medios como en publicidades y en videojuegos, los siguientes temas aparecen en respectivos productos y bandas sonoras.
- Icarus:
  - Comercial Sony Shake-7
  - Soundtrack Forza Horizon
  - En una escena de la película The Mitchells vs. the Machines

- Finale:
  - Comercial Sony Soul Shaking-Clarity
  - Soundtrack FIFA 13
  - Intro Song (tema de apertura) PlayStation All-Stars Battle Royale
  - Soundtrack X Games 2013

- The City:
  - Soundtrack Need for Speed: Most Wanted

- Technicolor (Club Extended):
  - Soundtrack Need for Speed: Rivals

- Imperium:
  - Soundtrack FIFA 15

- You're On:
  - Soundtrack PES 2016

- Shelter:
  - Soundtrack FIFA 17

- Song 2 (Madeon Remix):
  - Soundtrack FIFA 17 (Trailer/Intro)

- Dream Dream Dream
  - Comercial Slofie en IPhone 11 (Apple)[41]

## Premios y nominaciones

### Premios Grammy
| Año  | Trabajo Nominado | Categoría                        | Resultado |
| ---- | ---------------- | -------------------------------- | --------- |
| 2021 | Good Faith       | Mejor álbum de dance/electrónica | Nominado  |